# Distretto di Si Wilai
Il distretto di Si Wilai (in thailandese: ศรีวิไล) è un distretto (amphoe) della Thailandia, situato nella provincia di Bueng Kan.